# Йылтывар
Йылтывар, б.л.твар, йилтивар, йалтавар — титул царя волжских булгар, засвидетельствованный Ибн Фадланом для 1-й четв. X века и упомянутый также в некоторых поздних восточных источниках. Существовала длительная дискуссия вокруг этого названия с различными версиями происхождения и написания. В современной литературе преобладает точка зрения, что слово является формой древнетюркского титула эльтебер, который носили автономные, но зависимые от кагана, руководители племени или союза племён.

## История трактовки написания
В тексте «Рисале» (Мешхедская рукопись) этот термин упоминается два раза, но по-разному написан — Б.л.твар и Й.л.твар. А. П. Ковалевский в первом издании книги Ибн Фадлана 1939 года передал его как личное имя Балтавар, но во второй публикации источника 1956 года он исправил огласовку на йылтывар и посчитал титулом. Так как такая форма имени как Б.л.твар существовала — зафиксирована у булгарского эмира XI века Абу Исхак Ибрахим ибн Мухаммад ибн Б.л.твар, то Р. Г. Фахрутдинов посчитал, что в Мешхедской рукописи действительно были оба варианта Б.л.твар и Й.л.твар. Вариант йылтывар А. П. Ковалевского стал популярным, но по мнению И. Г. Добродомова убедительных подтверждений для ы-огласовки не имеется, поэтому он применял форму йалтавар.

### Славянские версии
Х. Д. Френом первоначально этот термин был прочитан как Балтамар. Учёный тогда предположил, что это слово является арабской транскрипцией славянского имени Владимир. Но впоследствии он стал отстаивать версию О. И. Сенковского, согласно которой этот термин нужно было читать как «блатаваз, владавац» (Vlatavaz) в значении «владетель». Несмотря на то, что такой славянской формы не существовало, ряд исследователей приняло эту трактовку — П. С. Савельев, А. Я. Гаркави, В. В. Григорьев, Б. Н. Заходер.
А. Я. Гаркави переводил термин как Балтавар, но, как предположил Ф. Ф. Вестберг, писатель сочувственно относился к выкладкам Х. Д. Френа. При этом для объяснения вариантов Блтвар или Блтваз он приводил славянские имена как Балдыж, Балдимер, Болдыр и Болебор. В. В. Бартольд в свою очередь не мог определиться, считать блтвар названием династии или титула. Но он поддержал славянскую версию, предложенную О. И. Сенковским как «владавац» и при переводе пользовался именно этим вариантом.
По мнению М. Фасмера, термин «влатавац» является выдуманным и основан на контаминации двух слов — сербского «владалац» (правитель) и русско-церковнославянского «влат» (великан). Если допустить такое слово, то до XIV века оно должно было передаться иностранцем в виде vlatavits или что-то подобное.

### Версии с именами
Ф. Ф. Вестберг отстаивал позицию, что этот термин не мог быть титулом, а только именем собственным. Он основывался на том, что не может быть такое скопление титулов как «малик, блтвар, малик». 
Н. И. Ашмарин предложил читать этот термин по-другому, а именно как Биктуан. Его он разделял на две части: начальная часть «Бик» имело значение «князь», а следующая — «туан» означало «рождённый». Автор версии считал его родовым именем и сопоставлял с именем Вихтунь, которое упоминается в болгарском именнике.
По версии Р. Р. Фасмера, термин мог иметь форму Б.л.звар, при этом отождествив с именем Барман, встречающееся на куфических монетах. По мнению С. А. Яниной, Р. Р. Фасмер последовал за Ф. Ф. Вестбергом и также согласился с тем, что этот термин является не титулом, а именем собственным. С. А. Янина сама поддержала эту версию при сопоставлении надписей на монетах и данных Ибн-Фадлана. Так как на монетах невозможна череда титулов «ал-амир» и «йылзывар», а только титул и имя, то и у Ибн-Фадлана это скорее всего имя.

### Сопоставление с эльтебер
Й. Маркварт сопоставил термин с именем князя гуннов VII века Ilut’ver или Alut’ver у Мовсеса Каганкатваци и именем Хатирлитбер хазарского военачальника VIII века у Гевонда. Многими исследователями все три термина было предложено связывать с эльтебер. Согласно И. Г. Добродомову, йалтавар является булгарским вариантом тюркского титула elteber. По утверждению Р. Г. Фахрутдинова, у булгарского правителя по Ибн-Фадлану титулом был йылтывар, являвшийся видоизменённой формой от эльтебер и имевший хождение у древних тюрков в значении предводителей и военачальников. После XI века этот титул у булгар был заменён на «эмир». Другие исследователи отмечали, что данный титул указывал на зависимость от хазарского кагана.
Тоган сделал поправки в названии, предложив читать B.l.t.war как *Yiltavar или *Yaltavar. В связи с последним вариантом Т. Левицкий связывал его с тюркским титулом elteber, где el- перешло в jal-, а teber в tavar.

### Другие версии
Ш. Марджани считал, что титул булгарского царя следует читать как Б.л.квар, а в полном виде Белеквар. Согласно ему, это название состояло из двух частей — «Белек» (в значении «знание, ум») и «вар/бар» (неспрягаемый глагол «есть»). Ш. Марджани под Белекваром понимал человека, «обладающего знаниями, учёный человек». При этом сопоставляя с известием Ал-Истахри о том, что булгарские цари на своём языке назывались «Белек» и «Бак».
С. А. Янина предложила ещё одну версию, связанную уже с этническим названием. Сопоставляя с информацией Ибн-Русте о делении волжских булгар на три племени (барсула, эскел, балкар), исследовательница посчитала возможным прочитать на монетах и у Ибн-Фадлана «барсал» вместо йылтывара: «О Аллах! Сохрани (в благополучии) царя барсал, царя булгар»; письмо от «Алмуша, сына Шилки барсала, царя „славян“».